# Fennec
El fennec (Vulpes zerda) és una espècie de mamífer carnívor de la família dels cànids. Viu als deserts del nord d'Àfrica i el Sinaí. És el cànid més petit del món i, alhora, el que té les orelles més grosses en proporció al seu cos. La Unió Internacional per la Conservació de la Natura (UICN) el considera una espècie en risc mínim.
El seu pelatge, orelles i funció renal estan adaptats a les condicions físiques del desert: temperatures extremes i escassetat hídrica. Les orelles li serveixen de sistema de ventilació i refrigeració de la sang, que l'ajuda a suportar les elevades temperatures i el clima extrem del desert.

## Descripció

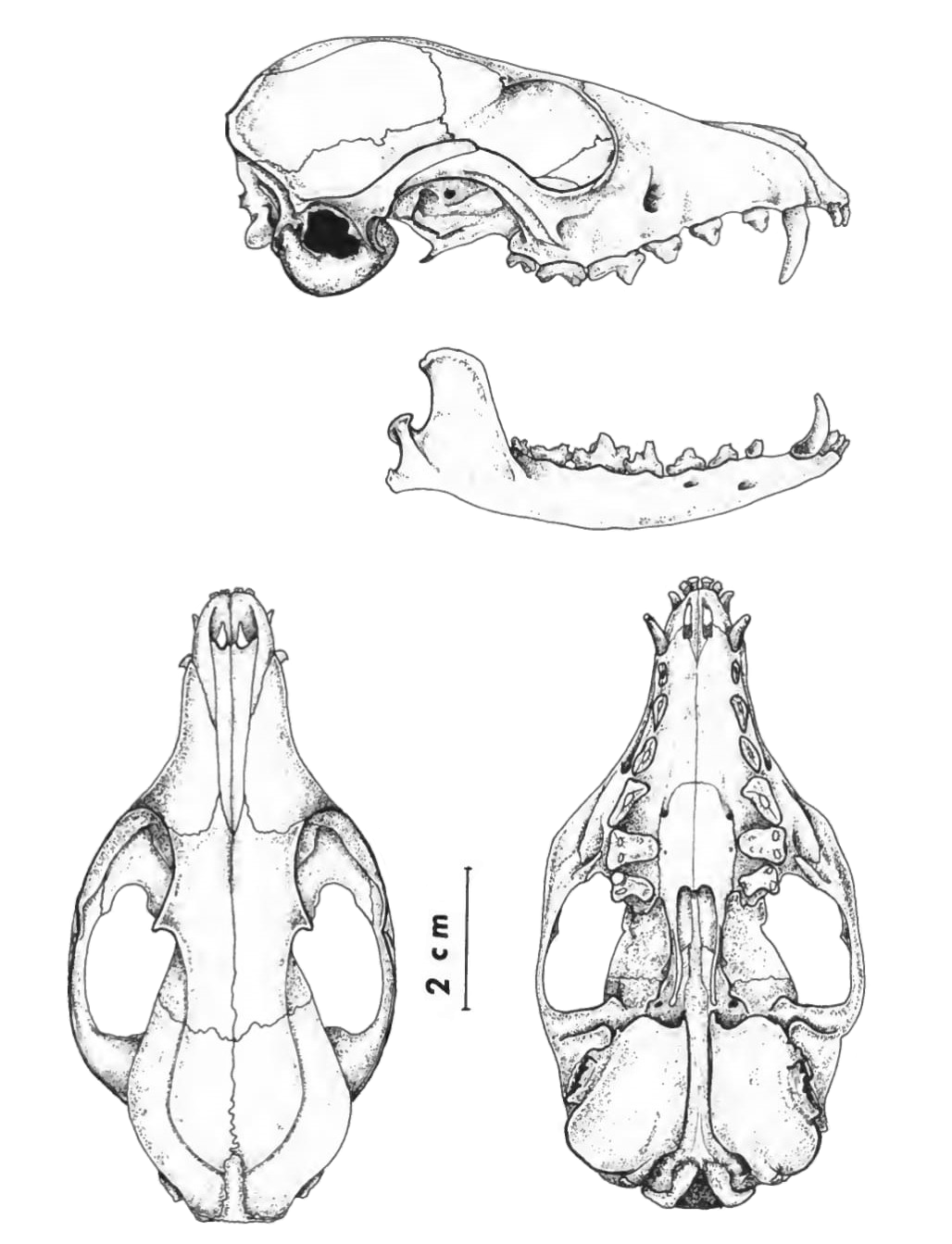
Crani de fennec

Es tracta del cànid més petit que existeix, car només té una alçada de fins a 21 cm a la creu i entre 35 i 41 cm de llarg, més de 18 a 30 cm de cua, i pesa entre 1 i 1,5 kg. Els seus trets més distintius són el pelatge de color sorra, més clar a la cara i el ventre, la cua llarga i llanosa, amb la qual s'abriga quan dorm, el morro molt curt, coixinets plantars peluts i sobretot les enormes orelles (de 10-15 cm), que l'ajuden tant a sentir el més mínim so com a irradiar l'excés de calor a l'exterior, i per aquesta raó sol escollir-se com a exemple d'adaptació al medi desèrtic en contraposició a la guineu d'orelles petites que habita el cercle polar àrtic. El pelatge l'ajuda a reflectir la intensa radiació diürna i, durant la nit, a conservar la calor corporal.

Sol assolir l'edat de 10-12 anys en la natura. Els seus depredadors principals són el caracal i les espècies africanes del gènere Bubo.

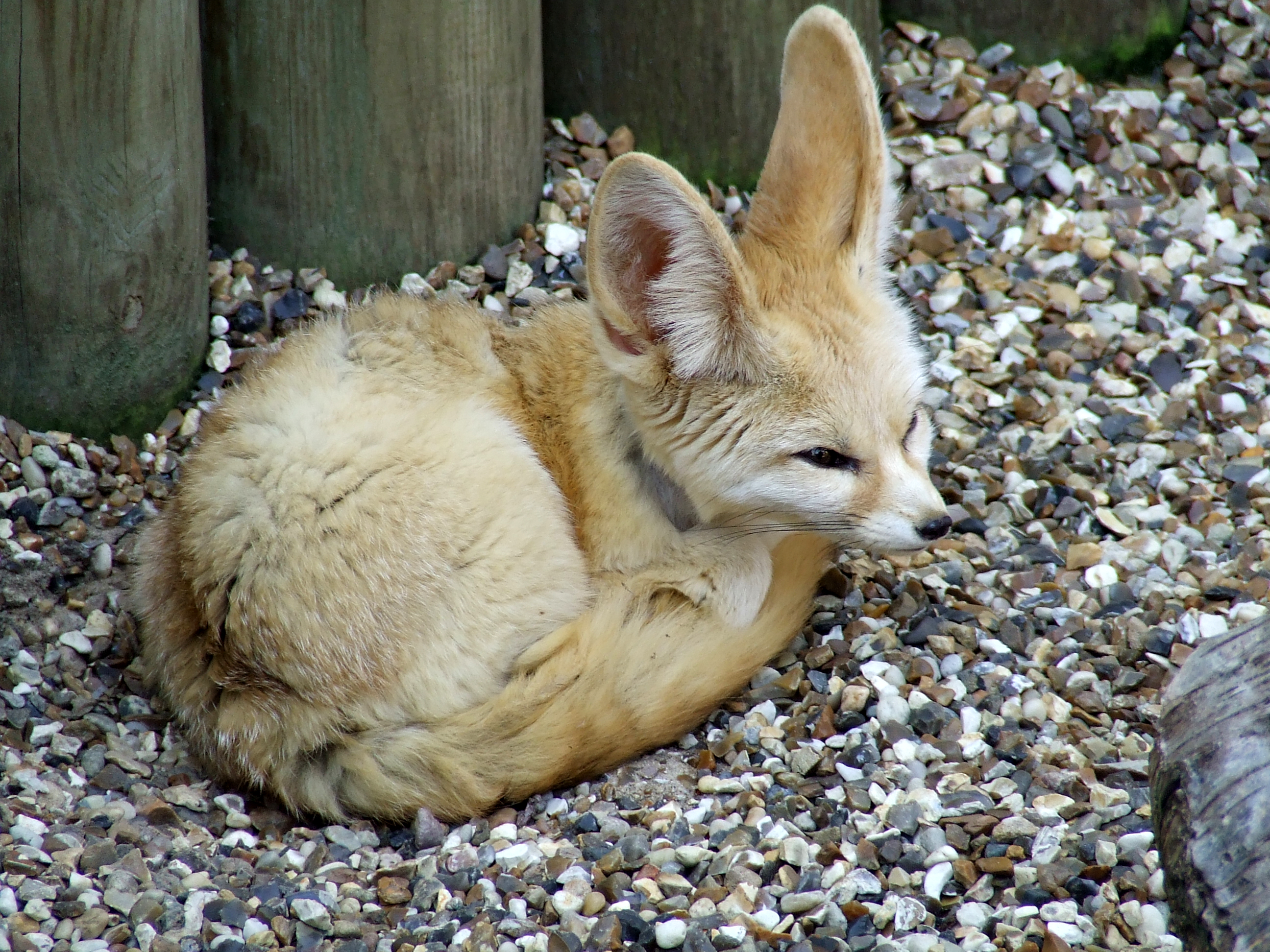
Fennec

## Comportament
És un animal nocturn que s'alimenta d'insectes, rèptils, rosegadors, aus i ous. El seu sentit de l'oïda és tan fi que fins i tot pot escoltar les seves preses als caus. Complementa la seva dieta amb fruits (dàtils, baies, etc.) que troba als oasis, on també s'aprovisiona d'aigua, tot i que pot viure sense. Pot arribar a saltar fins a 60 cm d'alçada i 120 de longitud, cosa que l'ajuda a caçar i fugir dels seus enemics.
En clarejar el dia, retorna al cau, a vegades de fins a 10 metres de profunditat i 120 m² de superfície, per passar les tòrrides hores del dia fora de perill de la calor. Aquests poden estar connectats amb els caus d'altres grups.
Les femelles comparteixen cau amb les seves cries (2 a 5 per ventrada), mentre que els mascles són solitaris, tot i que a vegades ajuden la seva parella durant el període de gestació i lactància.
El fennec és un animal sorprenentment fàcil de domesticar, que s'acostuma fàcilment a viure amb humans. Tanmateix, se'l considera una espècie rara i és per això que és il·legal tenir-lo com a mascota en moltes zones de la seva àrea de distribució.

## Reproducció

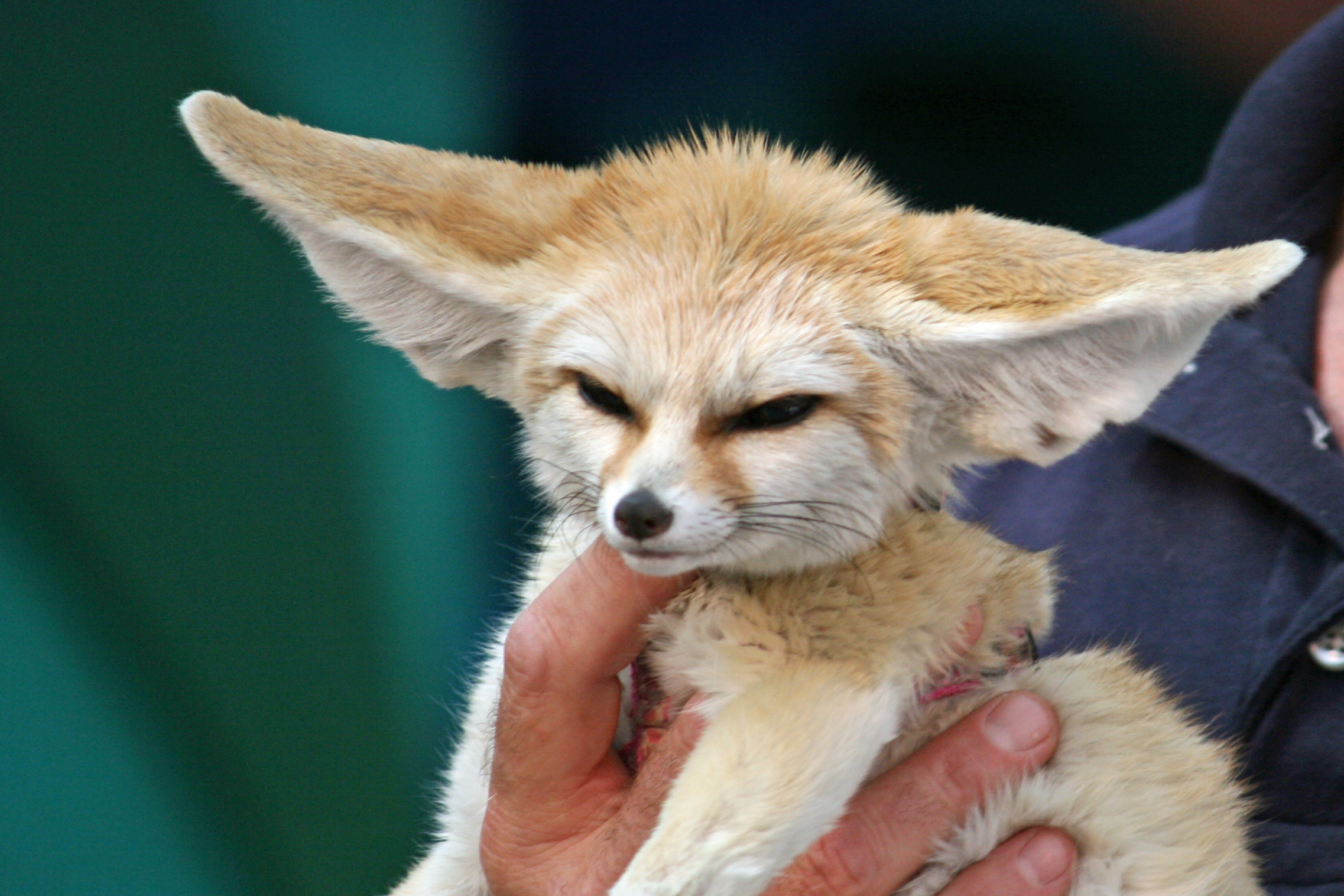
Un exemplar de fennec de 10 mesos d'edat

Els fennecs són animals socials que s'aparellen de per vida i defensen el seu propi territori. La maduresa sexual s'assoleix als 9 mesos d'edat. Al seu hàbitat natural, l'aparellament té lloc entre gener i febrer i només una vegada a l'any. El coit pot durar més de dues hores. Les cries, amb un període de gestació d'uns 50 dies, solen néixer entre març i abril.

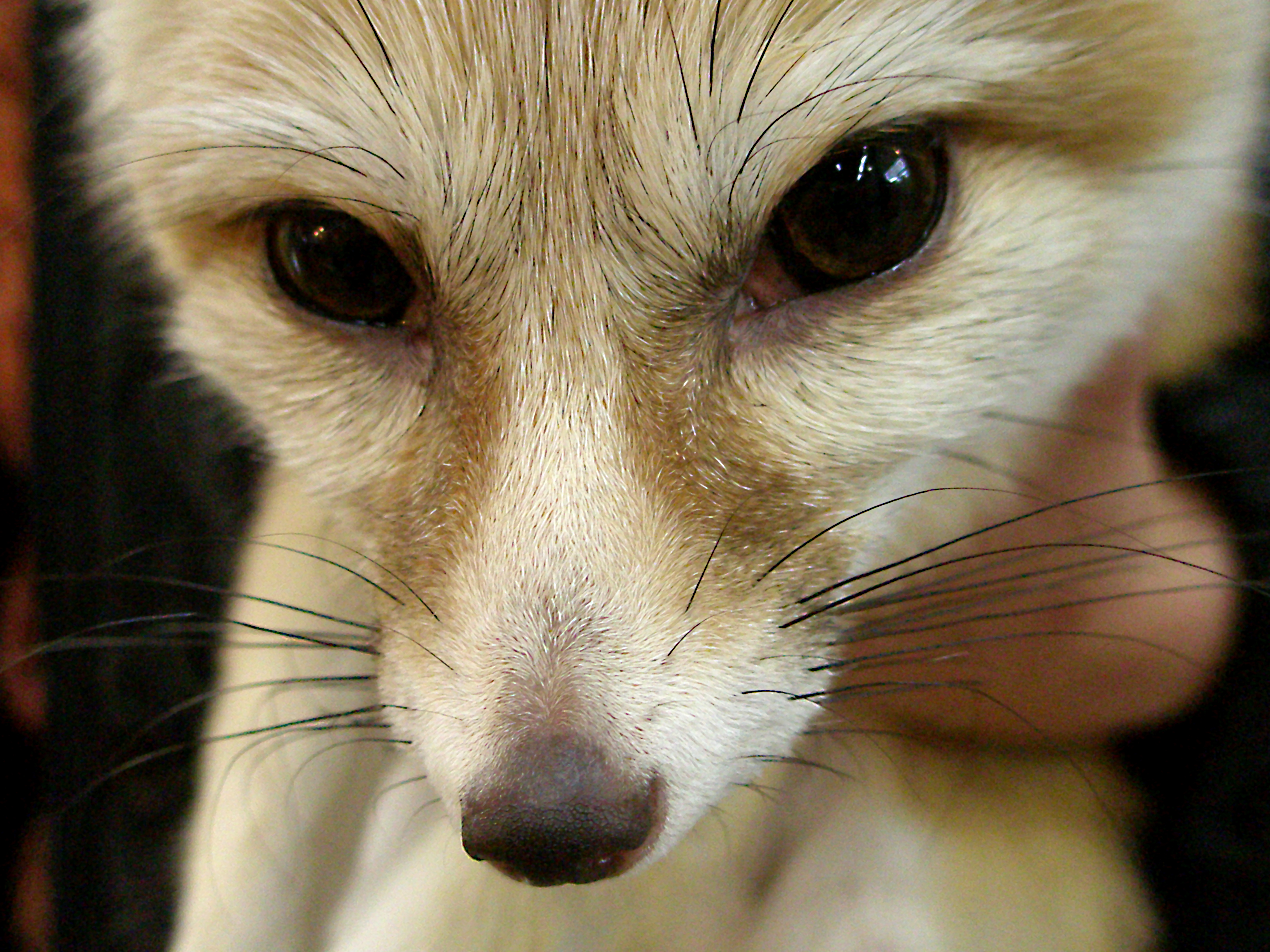
Vista d'un fennec

## Distribució i hàbitat
L'espècie es distribueix entre Àfrica i Àsia, des del Marroc fins a la península del Sinaí i no més enllà del nord del Níger.
El cau típic del fennec està excavat a la sorra, tant en àrees obertes com en zones protegides per la vegetació (dunes fixes), i sol tenir diverses entrades, si el substrat ho permet.

### Població
L'estat de conservació del fennec és no preocupant, segons la UICN. És classificada com a espècie «no amenaçada», però el comerç del qual ha de ser regulat, segons la CITES.
És sovint perseguit i caçat per la seva pell, tot i que no causa cap dany als interessos humans. No hi ha estimacions precises sobre la mida de la població, però se suposa que no perilla a causa de les observacions dels paranyers que en venen als turistes o per a exhibicions.

## Classificació
El fennec fou classificat recentment amb certa polèmica com a Fennecus zerda, a causa de la diferència en el nombre de cromosomes i etologia respecte al gènere Vulpes. Tanmateix, se l'ha tornat a classificar dins aquest últim gènere. Existeix, doncs, un debat obert al voltant de la seva classificació taxonòmica.
Anatòmicament, manca de glàndula almesquera i té 32 parells de cromosomes, a diferència d'altres espècies de guineu, que en tenen entre 35 i 39.